# Martin D-28

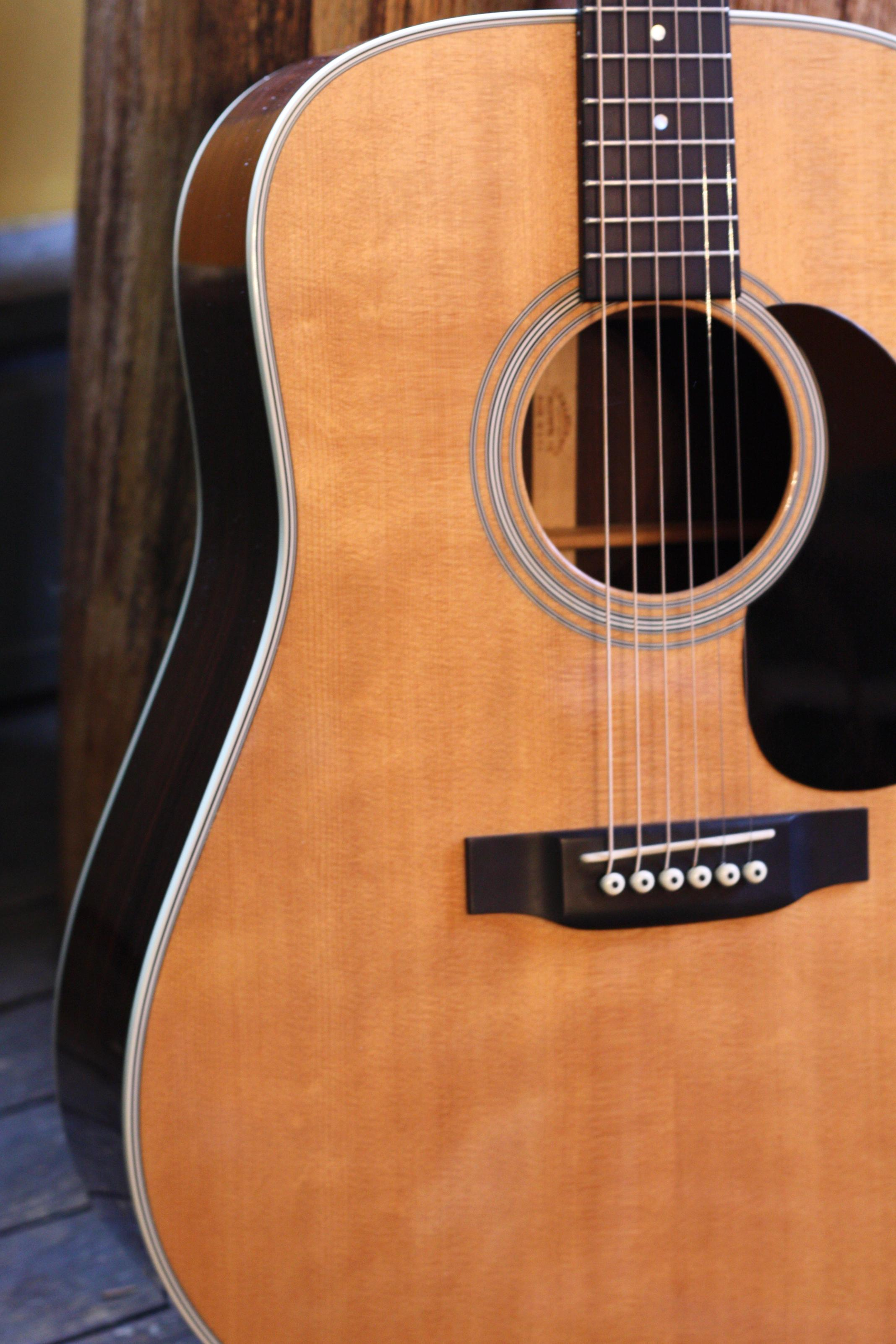
Martin D-28

Die Martin D-28 ist ein Gitarrenmodell von C. F. Martin & Co. und gilt als Sinnbild der heutigen Westerngitarre. Sie wird seit 1931 gebaut und heute aus ostindischem Palisander, Sitka-Fichte, Mahagoni und Ebenholz gefertigt.

## Geschichte
Das D in der Modellbezeichnung klassifiziert die Bauform der Gitarren als Dreadnought. Diese Gitarren sind ein charakteristisches Merkmal für C. F. Martin & Co. und gehen auf das Jahr 1916 zurück. Es handelt sich dabei um Westerngitarren mit einem größeren Korpus, deren Bezeichnung an eine zur damaligen Zeit als besonders gewaltig und modern geltende Klasse von gleichnamigen Schlachtschiffen angelehnt ist. Dem auf die Bauform hinweisenden Zeichen folgt eine Zahl, die seinerzeit den Preis der Gitarre in US-Dollar kennzeichnete; so lag der Einführungspreis der Martin D-28 bei 28 US-Dollar. Die Martin D-28 wurde erstmals im Jahr 1931 gebaut und ist bis heute erhältlich. In den 1950er Jahren erfreute sie sich derartiger Beliebtheit, dass Besteller aufgrund der hohen Nachfrage bis zu zwei Jahre auf die Lieferung warten mussten.

## Konstruktion

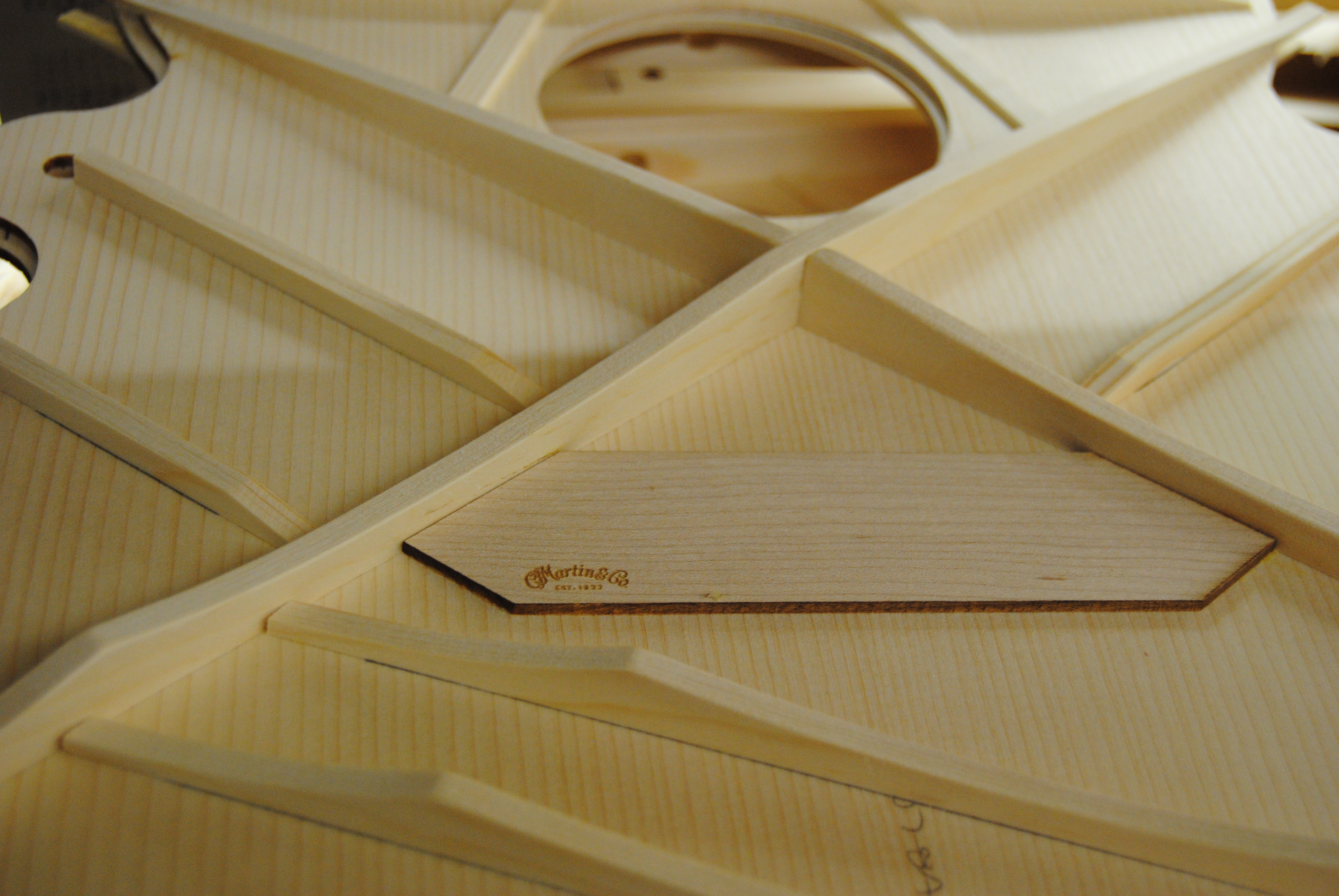
X-Bracing

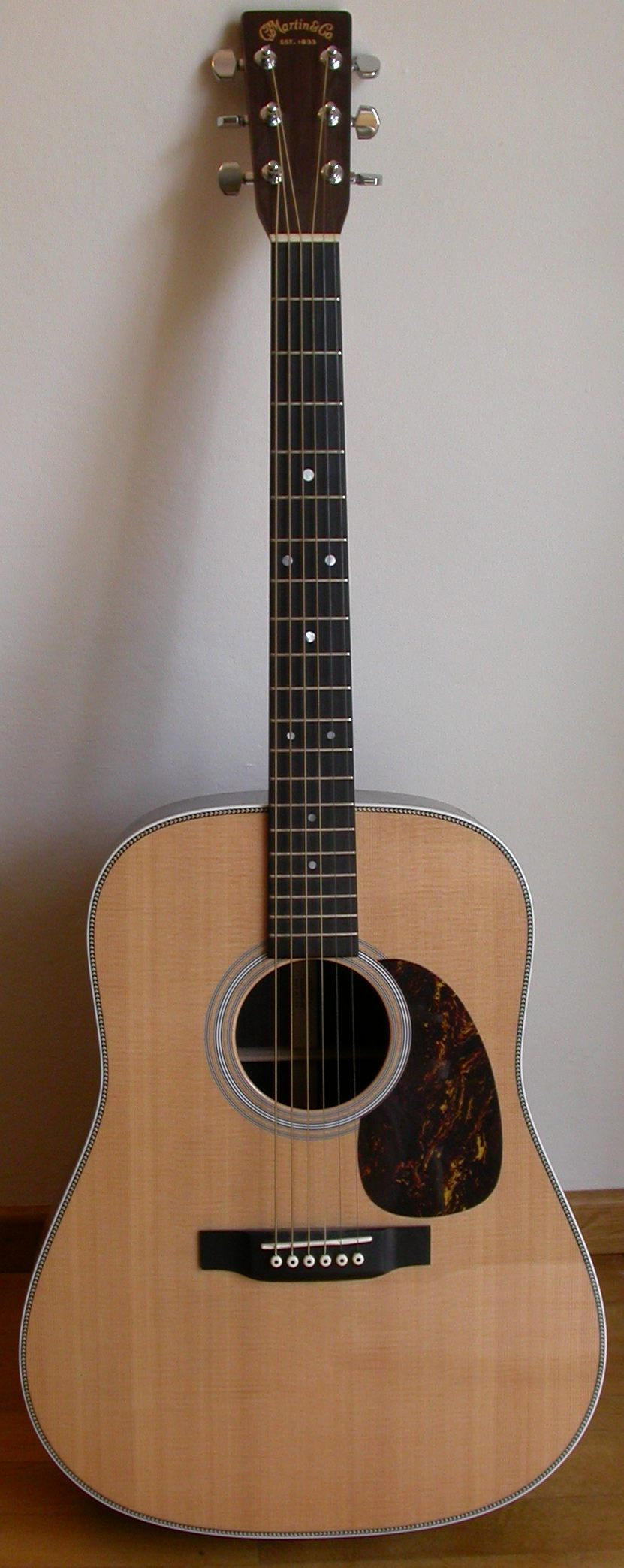
Martin HD-28 mit Herringbone Einfassung der Decke

Wie bei anderen Dreadnought-Gitarren auch geht der Gitarrenhals am 14. Bund auf den Korpus über. Anfangs wurde für den Bau von Boden und Zargen brasilianischer Rio-Palisander verwendet; aufgrund dessen Gefährdung wurde später jedoch auf ostindischen Palisander zurückgegriffen. Um dem Walfang Einhalt zu gebieten, kommt zur Verzierung heute überwiegend Satin statt Fischbein zum Gebrauch. Die Martin D-28 wird aus äußerst hochwertigen Klanghölzern gebaut. Die Decke wird aus massiver Sitka-Fichte, Boden und Zargen aus ostindischem Palisander, der Hals aus massivem Mahagoni und das Griffbrett und der Steg aus massivem Ebenholz gefertigt. Die Decke wird durch X-Bracing, also in Kreuzform aufgeleimte Leisten auf der Innenseite der Decke, stabilisiert.

## Modelle
In mehreren Jahrzehnten der Produktion entstanden insgesamt fünf verschiedene Variationen der Martin D-28. So gibt es neben der ursprünglichen D-28 die HD-28, D-28E, D-28S und D12-28. Die Bezeichnung "HD-28" (bzw. HD-28E mit Tonabnehmersystem) steht für die Verwendung eines Herringbone-Musters zur Einfassung der Decke. Dieses Model unterscheidet sich zudem dahingehend von der D-28, dass zwar die Beleistungsform des X-Bracing beibehalten wurde, die Leisten jedoch stellenweise dünner aufgearbeitet wurden, um mehr Obertöne zu erzielen (scalloped X-Bracing). Die D-28E zeichnet sich durch zwei Tonabnehmer an der Nähe des Stegs und am Ende des Griffbretts aus; obwohl sie als Fehlschlag eingestuft wurde, erlangte sie insbesondere dadurch Sammlerwert, dass Kurt Cobain sie auf dem Konzert MTV Unplugged in New York spielte, dessen Aufzeichnung postum veröffentlicht wurde. Die D-28S ist zwar ebenfalls mit Stahlsaiten besaitet, verfügt jedoch über einen Korpus, der an eine Konzertgitarre erinnert. Die D12-28 verfügt über zwölf statt sechs Saiten, ist ansonsten aber baugleich mit der D-28.

## Trivia
Charakteristisch für die Martin D-28 ist ihr natürliches und ausgewogenes Klangbild mit präsenten Bässen und klaren Höhen. Sie ist eine berühmte Singer-Songwriter-Gitarre, die unter anderem von den Beatles John Lennon, Paul McCartney, George Harrison sowie Johnny Cash, Bob Dylan, Elvis Presley, Noel Gallagher (Oasis), Neil Young, Clarence White (The Byrds), Tony Rice, Hank Williams, Chris Martin (Coldplay) und Jimmy Page (Led Zeppelin) gespielt wurde.